# Alexandre Dumas (trein)
De Alexandre Dumas was een Europese internationale trein op de verbinding Parijs - Milaan. De naam verwijst naar vader en zoon Dumas, beiden Frans schrijver.

## EuroCity
Op 29 september 1996 werd de Alexandre Dumas in het EuroCity net opgenomen. De trein was een van de twee TGV's die toen tussen Parijs en Milaan gingen rijden via de Fréjustunnel. Tussen Lyon en Milaan werd het aanbod aangevuld met de EC Mont Cenis zodat samen met de andere TGV, EC Manzoni, drie verbindingen per dag per richting tussen Lyon en Milaan werden aangeboden. Het bergtraject tussen Lyon en Turijn kreeg ook nog de EC Fréjus en EC Monginevro zodat er vijf keer per dag een EuroCity tussen Lyon en Turijn beschikbaar was.

### Rollend materieel
De dienst werd verzorgd met TGV-R treinstellen van SNCF en uitgevoerd door de Frans-Italiaanse spoorwegmaatschappij Artesia.

### Route en dienstregeling
| HEEN↓ | land      | station                | ↑TERUG |
| ----- | --------- | ---------------------- | ------ |
|       | Frankrijk | Paris Gare de Lyon     |        |
|       | Frankrijk | Lyon-Saint-Exupéry TGV |        |
|       | Frankrijk | Chambéry               |        |
|       | Frankrijk | St Jean de Maurienne   |        |
|       | Frankrijk | Modane                 |        |
|       | Italië    | Bardonecchia           |        |
|       | Italië    | Oulx C.C.S.            |        |
|       | Italië    | Torino Porta Susa      |        |
|       | Italië    | Vercelli               |        |
|       | Italië    | Novara                 |        |
|       | Italië    | Milano Centrale        |        |

Op 13 december 2009 is de Alexandre Dumas uit de dienstregeling genomen.